# 山田淳
山田 淳（やまだ あつし、1979年5月8日 - ）は、日本の登山ガイド。元七大陸最高峰最年少登頂記録保持者。

## プロフィール
兵庫県神戸市生まれ。灘中学校・高等学校、東京大学経済学部卒業。高校の同期に佐渡島庸平、岡村聡、立川裕二がいる。
中学時代にワンダーフォーゲル部に入り、大学入学後、本格的な高所登山を開始。一番簡単だったキリマンジャロから登る（1999年）。次に高度が課題となるアコンカグアへ挑戦し登頂。マッキンリーは2週間弱で登頂を果たす。その後エルブルースに登頂、帰りはシベリア鉄道で帰国し、少し休んでからコジウスコに登頂（以上2000年）。帰国後3日で南極に向かい、ビンソンマッシーフに登頂、次に日本人男性としては最初の登頂者（日本人としては 3人目）になった登攀要素が強いカルステンツ・ピラミッドを制覇（以上2001年）。
そして2002年5月17日、国際公募隊の隊員として、北東稜からエベレストに登頂。大陸の最高峰を2年半で踏破し、当時の七大陸最高峰登頂の最年少記録を更新（23歳9日）。七大陸最高峰制覇は、日本人としては6人目。また、世界で初めてノートパソコン「ThinkPad X23」を持って登頂。山頂でThinkPadの起動に成功した。
最年少記録を樹立した後は登山ガイドとして活動し、富士山やキリマンジャロ、日本の南北アルプス、ネパール、チベット、マレーシアなどでガイドを実施。
その後、マッキンゼー・アンド・カンパニーでコンサルタントとして働いた。

## 株式会社フィールド&マウンテン
2010年2月1日に「登山人口の増加」と「安全登山の推進」をミッションに掲げ、「株式会社フィールド&マウンテン」のアウトドアベンチャー企業を設立。同社にて、登山靴などの登山道具のレンタル事業や、フリーペーパーの発行、イベントの企画サポート、などを行なっている。設立のきっかけは2009年のトムラウシ山遭難事故で、個人の自己責任に全てを委ねるのではなく経験の浅い人間に対応できるインフラ整備の責任を感じたためと語っている。

## 著書
- 『夢へのルートを逆算せよ! マッキンゼーを辞めてまで、ひとりでアウトドアベンチャーを始めた男の7つの成功ルール』マガジンハウス、2013年5月9日。ISBN 978-4838725427。